# Трулльский собор
Тру́лльский собо́р (греч. Σύνοδος ἐν τῶ τρούλλω τοῦ βασιλικού παλατίου), также Пято-шестой собор (греч. Πενθέκτη Σύνοδος) — собор Церкви в Константинополе в 691—692 годах; созван императором Юстинианом II в 691 году. Собор заседал в том же помещении, что и VI Вселенский собор, — зале Большого дворца со сводами, так называемыми труллами, вследствие чего официально в документах ему было присвоено название Трулльского. Документы собора имеют исключительно важное значение как источник внутреннего церковного права для православных церквей, которые рассматривают их как документы Шестого Вселенского собора.

## История
Пятый и Шестой Вселенские Соборы не выносили никаких определений, сосредоточившись на догматических нуждах Церкви и борьбе с ересями. Но ввиду того, что в Церкви усиливался упадок дисциплины и благочестия, было принято решение созвать дополнительный к предыдущим Собор, который бы унифицировал и дополнил церковные нормы.
1 сентября 691 года, по приглашению императора Юстиниана II в дворцовой Трулльской палате собрались 227 епископов. Собор заседал ровно год, до 31 августа 692 года, и посвятил свои деяния исключительно церковно-дисциплинарным вопросам.

## Статус на Западе и Востоке
Принятые Трулльским собором 102 канона иногда называют в Православной церкви решениями Шестого Вселенского собора, так как он сам себя рассматривал как его продолжение.
Многие каноны Трулльского собора были полемически направлены против укоренившейся практики Римской церкви или вовсе были ей чужды. Так, 2-е Правило утверждает канонический авторитет 85-и Правил Апостольских, а также некоторых поместных Восточных соборов, которые Римская церковь не считала для себя обязательными. В Римской церкви были признаны 50 Апостольских Правил в переводе Дионисия Малого, но обязательными они не считались.
36-е Правило подтверждало 28-е правило Халкидонского собора, не принятое Римом:

«Возобновляя законоположенное ста пятьюдесятью Святыми отцами, собравшимися в сем Богохранимом и царствующем граде, и шестьсот тридцатью собравшимися в Халкидоне, определяем, да имеет престол Константинопольский равныя преимущества с престолом древняго Рима, и якоже сей, да возвеличивается в делах церковных, будучи вторым по нем; после же онаго да числится престол великаго града Александрии, потом престол Антиохийский, а за сим престол града Иерусалима».

82-е правило запрещало изображать Иисуса Христа в образе агнца, а вместо этого предписало представлять Его на иконах «по человеческому естеству». По мнению искусствоведа и богослова Л. А. Успенского, это правило положило начало складыванию иконописного канона.
13-е Правило осуждало целибат духовенства, 55-е — принятый у католиков пост в субботу.

## Участники собора и подписи под его решениями
Всего на соборе было 227 архиереев. Легатов Папы Римского в Константинополе не было. Под решениями собора нет ни одной подписи западных, латинских епископов.
Решения собора подписали император и четыре патриарха:
1. Флавий Юстиниан, верный во Христе Иисусе Боге император римлян.
2. Павел, недостойный епископ Константинополя, нового Рима.
3. Пётр, недостойный епископ великого города Александрии.
4. Анастасий, смиренный епископ святого города Иерусалима.
5. Георгий, смиренный епископ Антиохийский.

и остальные восточные архиереи.
Среди подписей есть следующая: «Василий, епископ Гортины, митрополии христолюбивого острова Крита, и заступающий место всего собора святой церкви Римской, определивши, подписал» (критская Гортина относится к Иллирии, которая использовала в богослужении латинский обряд и входила в диоцез римского папы), который имел полномочия Римской церкви для подписания постановлений Собора, были подписи и других западных епископов.
Акты Трулльского Собора были отправлены в Рим для того, чтобы их подписал Папа Римский. Но Папа Сергий наотрез отказался их подписывать, назвав заблуждениями. Трулльский собор не признаётся в Западной церкви до настоящего времени.